# Avensan
Avensan est une commune du Sud-Ouest de la France, située dans le Médoc, dans le département de la Gironde (région Nouvelle-Aquitaine).

## Géographie

### Localisation
La commune d'Avensan, traversée par le 45e parallèle nord, est de ce fait située à égale distance du pôle Nord et de l'équateur terrestre (environ 5 000 km).
Avensan est une commune de l'aire d'attraction de Bordeaux située dans le Médoc entre Castelnau-de-Médoc et Margaux.
Le village est implanté sur une proéminence dominant la rive droite de la Jalle de Tiquetorte. Avensan était situé sur le tracé de la Lébade, l'ancien grand chemin qui reliait le nord du Médoc à Bordeaux.

### Communes limitrophes
Les communes limitrophes sont  Arsac, Castelnau-de-Médoc, Margaux-Cantenac, Moulis-en-Médoc, Saint-Aubin-de-Médoc, Salaunes et Soussans.
|                    | Moulis-en-Médoc      | Soussans         |
| Castelnau-de-Médoc | Avensan              | Margaux-Cantenac |
| Salaunes           | Saint-Aubin-de-Médoc | Arsac            |

### Climat
Pour des articles plus généraux, voir Climat de la Nouvelle-Aquitaine et Climat de la Gironde.
Historiquement, la commune est exposée à un climat océanique aquitain.  
En 2020, Météo-France publie une typologie des climats de la France métropolitaine dans laquelle la commune est exposée à un climat océanique et est dans la région climatique Littoral charentais et aquitain, caractérisée par une pluviométrie élevée en automne et en hiver, un bon ensoleillement, des hiver doux (6,5 °C), soumis à la brise de mer.
Pour la période 1971-2000, la température annuelle moyenne est de 12,9 °C, avec une amplitude thermique annuelle de 14,4 °C. Le cumul annuel moyen de précipitations est de 933 mm, avec 12,3 jours de précipitations en janvier et 6,7 jours en juillet. Pour la période 1991-2020, la température moyenne annuelle observée sur la station météorologique la plus proche, située sur la commune de Salaunes à 12 km à vol d'oiseau, est de 13,3 °C et le cumul annuel moyen de précipitations est de 1 007,0 mm,. Pour l'avenir, les paramètres climatiques de la commune estimés pour 2050 selon différents scénarios d’émission de gaz à effet de serre sont consultables sur un site dédié publié par Météo-France en novembre 2022.

## Urbanisme

### Typologie
Au 1er janvier 2024, Avensan est catégorisée bourg rural, selon la nouvelle grille communale de densité à sept niveaux définie par l'Insee en 2022.
Elle appartient à l'unité urbaine d'Avensan, une unité urbaine monocommunale constituant une ville isolée,. Par ailleurs la commune fait partie de l'aire d'attraction de Bordeaux, dont elle est une commune de la couronne,. Cette aire, qui regroupe 275 communes, est catégorisée dans les aires de 700 000 habitants ou plus (hors Paris),.

### Occupation des sols

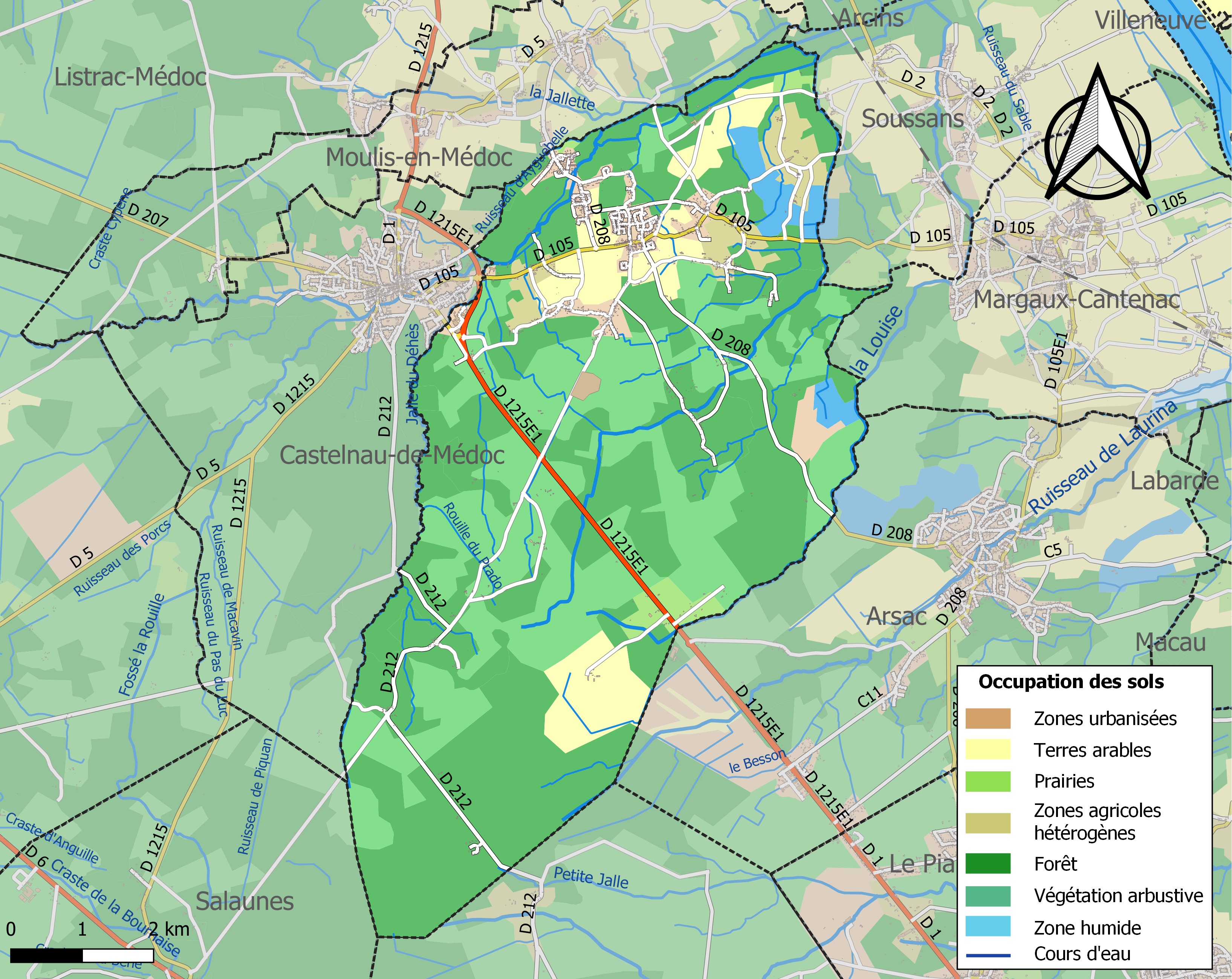
Carte des infrastructures et de l'occupation des sols de la commune en 2018 (CLC).

L'occupation des sols de la commune, telle qu'elle ressort de la base de données européenne d’occupation biophysique des sols Corine Land Cover (CLC), est marquée par l'importance des forêts et milieux semi-naturels (81,6 % en 2018), en diminution par rapport à 1990 (86,2 %). La répartition détaillée en 2018 est la suivante : 
forêts (51,8 %), milieux à végétation arbustive et/ou herbacée (29,8 %), cultures permanentes (4,5 %), zones urbanisées (3,3 %), zones agricoles hétérogènes (3,3 %), terres arables (3 %), eaux continentales (2,1 %), prairies (1,5 %), mines, décharges et chantiers (0,6 %). L'évolution de l’occupation des sols de la commune et de ses infrastructures peut être observée sur les différentes représentations cartographiques du territoire : la carte de Cassini (XVIIIe siècle), la carte d'état-major (1820-1866) et les cartes ou photos aériennes de l'IGN pour la période actuelle (1950 à aujourd'hui).

### Risques majeurs
Le territoire de la commune d'Avensan est vulnérable à différents aléas naturels : météorologiques (tempête, orage, neige, grand froid, canicule ou sécheresse), inondations, feux de forêts, mouvements de terrains et séisme (sismicité très faible). Un site publié par le BRGM permet d'évaluer simplement et rapidement les risques d'un bien localisé soit par son adresse soit par le numéro de sa parcelle.
Certaines parties du territoire communal sont susceptibles d’être affectées par le risque d’inondation par débordement de cours d'eau, notamment la Jalle de Castelnau, le ruisseau de la Cabaleyre, la Louise et le ruisseau de Laurina. La commune a été reconnue en état de catastrophe naturelle au titre des dommages causés par les inondations et coulées de boue survenues en 1982, 1993, 1999, 2009 et 2020,.
Avensan est exposée au risque de feu de forêt. Un incendie important s'est notamment produit en 2021. Depuis le 20 avril 2016, les départements de la Gironde, des Landes et de Lot-et-Garonne disposent d’un règlement interdépartemental de protection de la forêt contre les incendies. Ce règlement vise à mieux prévenir les incendies de forêt, à faciliter les interventions des services et à limiter les conséquences, que ce soit par le débroussaillement, la limitation de l’apport du feu ou la réglementation des activités en forêt. Il définit en particulier cinq niveaux de vigilance croissants auxquels sont associés différentes mesures,.
Les mouvements de terrains susceptibles de se produire sur la commune sont des tassements différentiels.

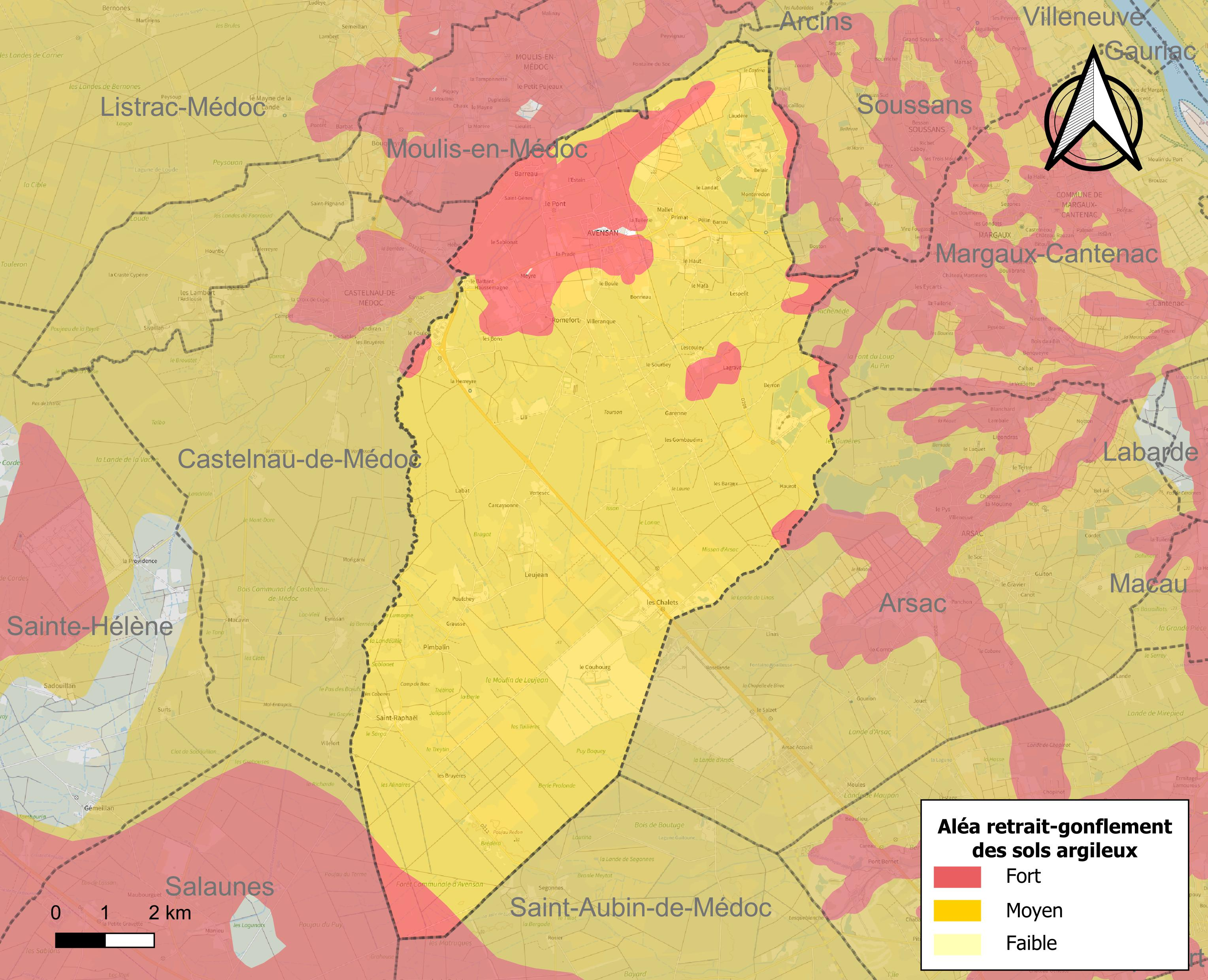
Carte des zones d'aléa retrait-gonflement des sols argileux d'Avensan.

Le retrait-gonflement des sols argileux est susceptible d'engendrer des dommages importants aux bâtiments en cas d’alternance de périodes de sécheresse et de pluie. 99,9 % de la superficie communale est en aléa moyen ou fort (67,4 % au niveau départemental et 48,5 % au niveau national). Sur les 1 172 bâtiments dénombrés sur la commune en 2019, 1 155 sont en aléa moyen ou fort, soit 99 %, à comparer aux 84 % au niveau départemental et 54 % au niveau national. Une cartographie de l'exposition du territoire national au retrait gonflement des sols argileux est disponible sur le site du BRGM,.
Par ailleurs, afin de mieux appréhender le risque d’affaissement de terrain, l'inventaire national des cavités souterraines permet de localiser celles situées sur la commune.
Concernant les mouvements de terrains, la commune a été reconnue en état de catastrophe naturelle au titre des dommages causés par la sécheresse en 1989 et 2003 et par des mouvements de terrain en 1999.

## Toponymie
Avensan est une formation romane en -anum basée sur un nom de personne qui peut être Aventius, Avencius ou Aventinus.
Avensan étant en Médoc, pays gascon, la plupart des lieux-dits anciens y sont explicables par le gascon, par exemple Richenède, Haurot, la Herreyre, Villeranque, Haussemagne (Hossemagne), Brédéra, le Garriga, le Castéra, Todinat, Treytinat, le Mata, le Landat, le Sargat, le Sablonat, Branas, l’Escouley, la Cabaleyre, la Herreyre, Poutchey, Puy Bacquey, le Piney, le Sourbey, le Fraguey, la Lagune merdouze...

## Histoire
Avensan était autrefois desservi par la lébade, le grand chemin de Bordeaux à Soulac, qui passait par la croix de Villeranque puis rejoignait le lieu-dit « les Ormes » (probablement Barrau). L'actuelle route, construite par Tourny en 1747, a préféré desservir Castelnau, qui était une place médiévale importante.
Le 27 octobre 1791, Louis Marie de Salgues, marquis de Lescure, qui deviendra célèbre deux ans plus tard en s'illustrant en tant que général vendéen lors de la première guerre de Vendée épouse à Avensan Melle Marie Louise Victoire de Donissan dont la famille possédait le  château Citran et qui passera elle aussi à la postérité en laissant ses célèbres "mémoires de la Marquise de la Rochejaquelein", riche témoignage de l'épopée vendéenne.
À la Révolution, les paroisses Saint-Genès de Meyre
et Saint-Pierre d'Avensan
forment la commune d'Avensan.
Avensan a été desservi par la ligne de chemin de fer de Margaux à Sainte-Hélène de 1884 à 1933.

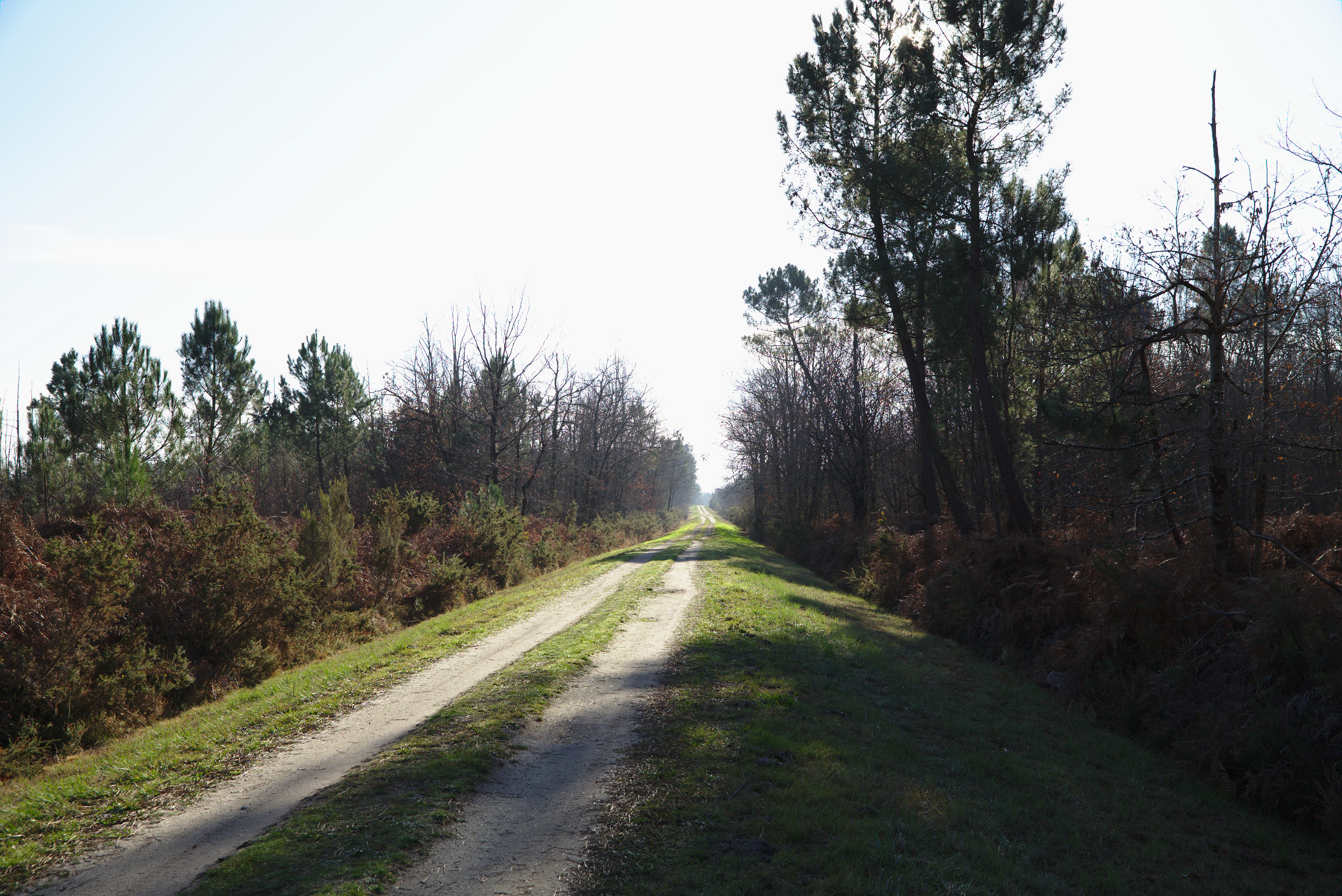
La Lébade à Villeranque.
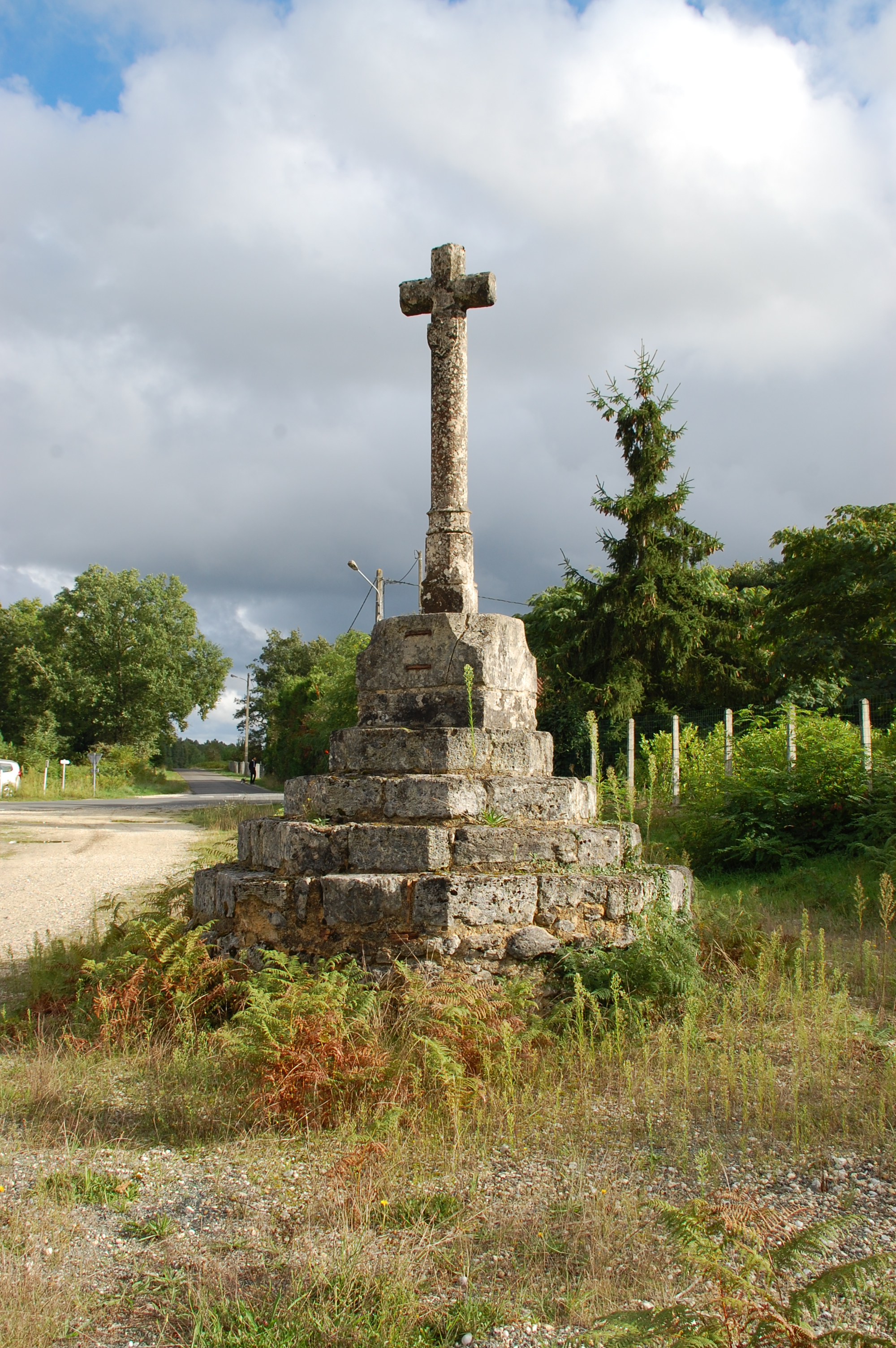
Croix de Villeranque.
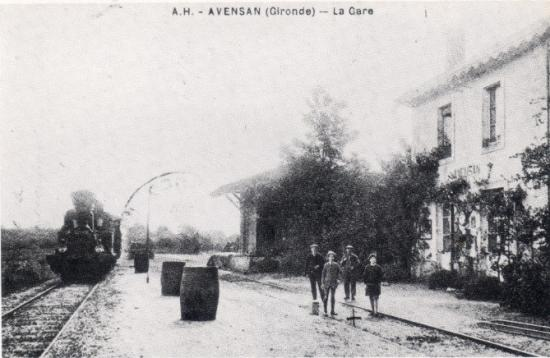
L'ancienne gare d'Avensan.

## Politique et administration

### Liste des maires
| Période                                  | Période                       | Identité         | Étiquette | Qualité                                                                                            |
| ---------------------------------------- | ----------------------------- | ---------------- | --------- | -------------------------------------------------------------------------------------------------- |
| Les données manquantes sont à compléter. |                               |                  |           | |
| mai 1929                                 | 1933                          | René Clauzel     |           | |
|                                          |                               | Arthur Bondon    |           | |
| Les données manquantes sont à compléter. |                               |                  |           | |
| 1945                                     | 1947                          | Jean Castaing    |           | |
| 1947                                     | 1949                          | Maurice Castaing |           | |
| 1949                                     | mars 1983                     | Marcel Eyquem    |           | |
| mars 1983                                | mars 2008                     | Claude Blanc     | DVD       | Maire honoraire                                                                                    |
| mars 2008                                | mars 2014                     | Michel Travers,  | DVD       | |
| mars 2014                                | juin 2023                     | Patrick Baudin   | DVD       | Médecin généraliste retraité, ancien 1er adjoint Vice-président de la CC Médullienne               |
| juin 2023                                | En cours (au 30 juillet 2023) | Laurent Pascual  | DVD       | Chargé d'affaires, adjoint au maire (2020 → 2023) 8e vice-président de la CC Médullienne (2023 → ) |

### Jumelages
Castrillo de Murcia (Espagne) depuis 1992

## Démographie
Les habitants sont nommés les Avensanais.

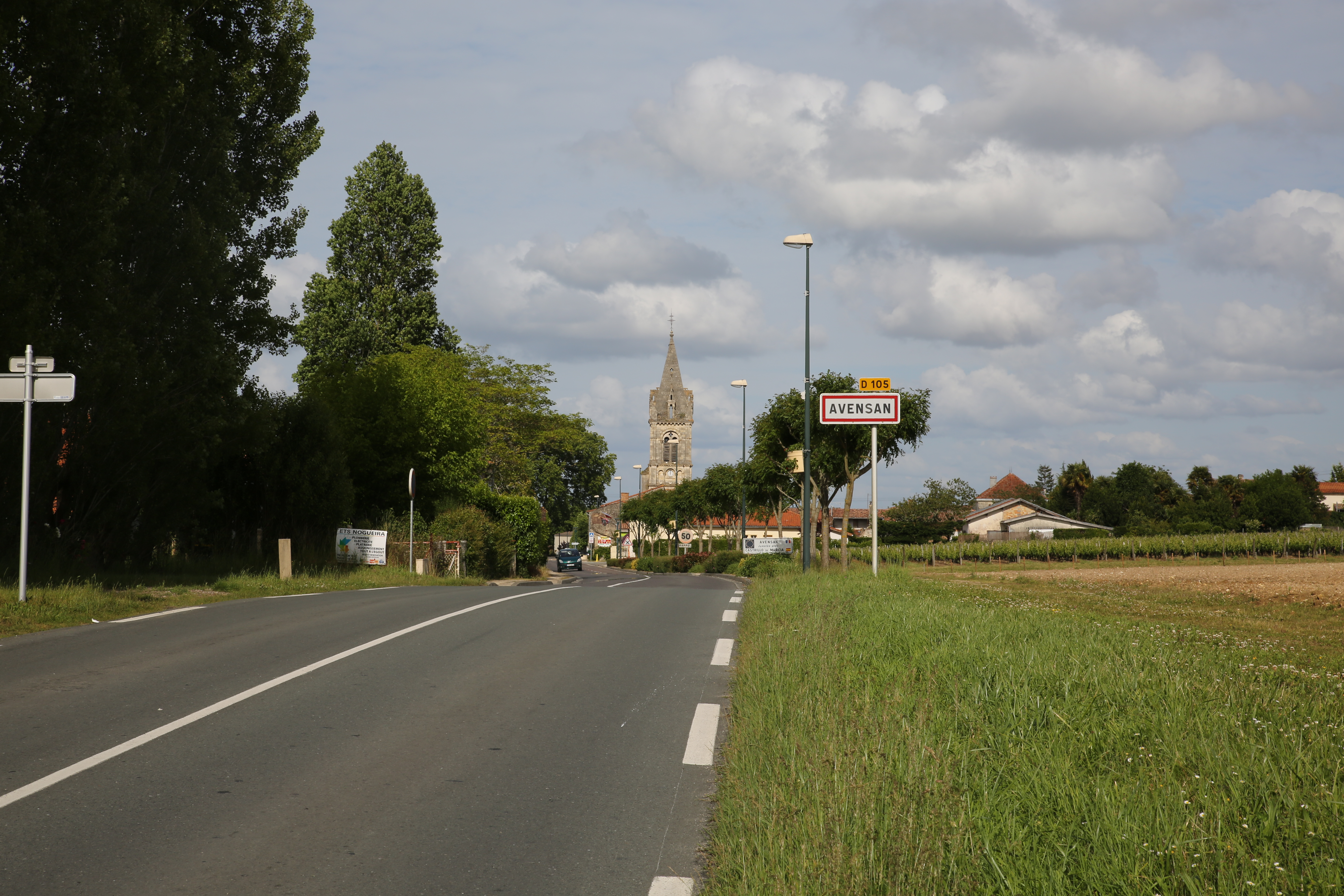
Entrée du bourg.

L'évolution du nombre d'habitants est connue à travers les recensements de la population effectués dans la commune depuis 1793. Pour les communes de moins de 10 000 habitants, une enquête de recensement portant sur toute la population est réalisée tous les cinq ans, les populations de référence des années intermédiaires étant quant à elles estimées par interpolation ou extrapolation. Pour la commune, le premier recensement exhaustif entrant dans le cadre du nouveau dispositif a été réalisé en 2008.

En 2022, la commune comptait 3 108 habitants, en évolution de +7,02 % par rapport à 2016 (Gironde : +6,91 %, France hors Mayotte : +2,11 %).
| 1793  | 1800 | 1806 | 1821 | 1831  | 1836  | 1841  | 1846  | 1851  |
| ----- | ---- | ---- | ---- | ----- | ----- | ----- | ----- | ----- |
| 1 300 | 859  | 882  | 988  | 1 005 | 1 033 | 1 039 | 1 085 | 1 097 |

| 1856  | 1861  | 1866  | 1872  | 1876  | 1881  | 1886  | 1891  | 1896  |
| ----- | ----- | ----- | ----- | ----- | ----- | ----- | ----- | ----- |
| 1 141 | 1 109 | 1 172 | 1 240 | 1 283 | 1 355 | 1 342 | 1 404 | 1 367 |

| 1901  | 1906  | 1911  | 1921  | 1926 | 1931 | 1936 | 1946 | 1954 |
| ----- | ----- | ----- | ----- | ---- | ---- | ---- | ---- | ---- |
| 1 370 | 1 270 | 1 195 | 1 004 | 936  | 865  | 785  | 727  | 833  |

| 1962 | 1968 | 1975  | 1982  | 1990  | 1999  | 2006  | 2008  | 2013  |
| ---- | ---- | ----- | ----- | ----- | ----- | ----- | ----- | ----- |
| 833  | 962  | 1 062 | 1 592 | 1 620 | 1 753 | 2 052 | 2 138 | 2 639 |

| 2018  | 2022  | - | - | - | - | - | - | - |
| ----- | ----- | - | - | - | - | - | - | - |
| 3 003 | 3 108 | - | - | - | - | - | - | - |

## Économie
Viticulture : Bordeaux (AOC) Médoc (AOC) Haut-médoc Moulis-en-médoc (AOC)

## Culture locale et patrimoine

### Lieux et monuments
- L’ensemble de l’église Saint-Pierre d'Avensan, église de style roman, à l’exception du clocher néogothique de la fin du XIXe siècle, a fait l’objet d’une restauration intégrale[38]. L'abside a été classée au titre des monuments historiques en 1915. L'édifice a été inscrit au titre des monuments historiques en 2006[39].
- Le hameau de Saint-Raphaël a vu naître Pey Berland qui fut archevêque de Bordeaux. En 1457, il y fit transformer sa maison natale en chapelle[40].

Il existait, au Xe siècle, plusieurs châteaux : un à Romefort et un autre à Saint-Genès dont il reste encore quelques ruines.
La commune est réputée pour ses vignobles et ses domaines viticoles, comme le château Citran.

## Patrimoine naturel
- Étang des Jaugas
- Étang de Bronturon
- Étang de Casalié
- Étang de la Laudère

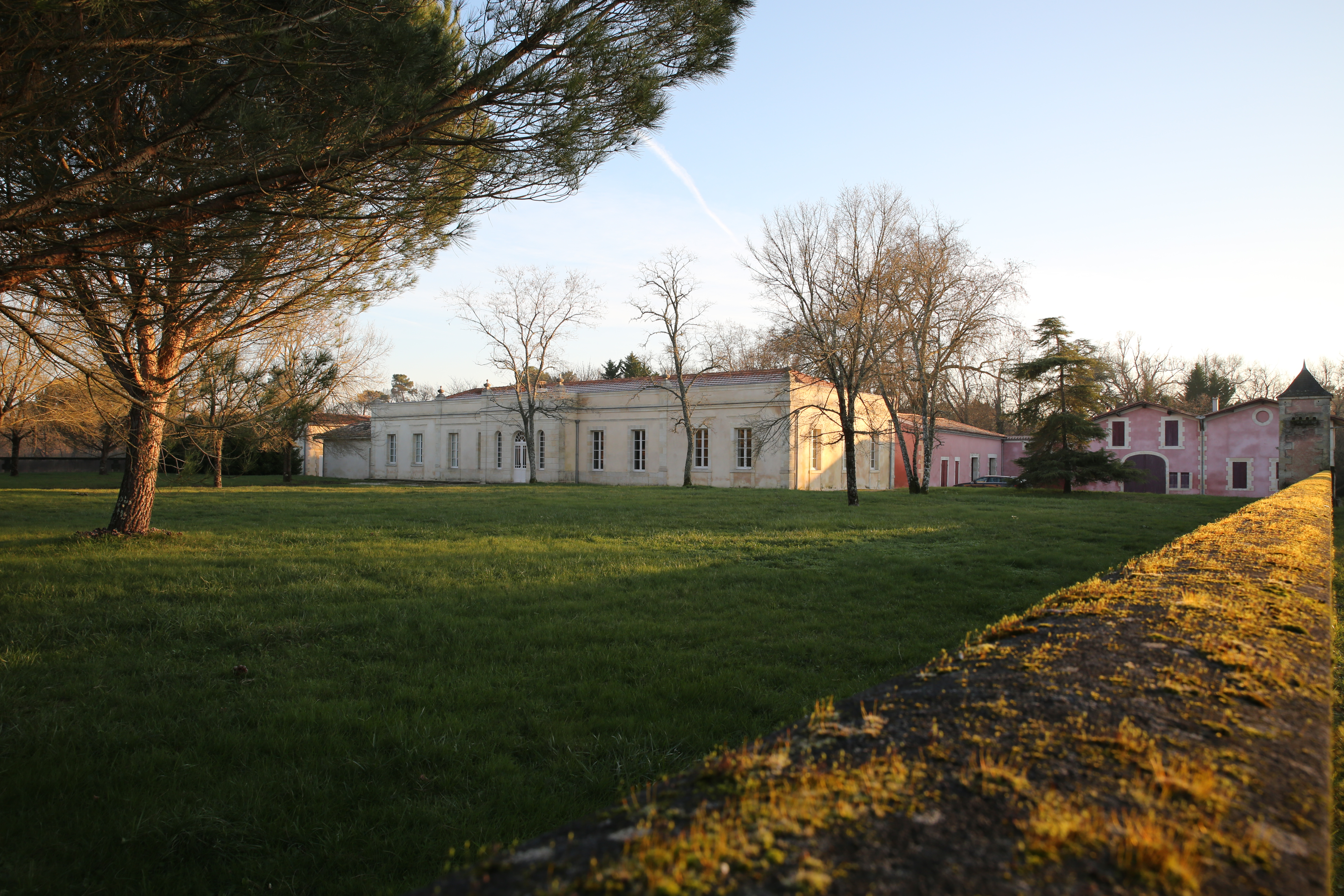
Château de Villegeorge.
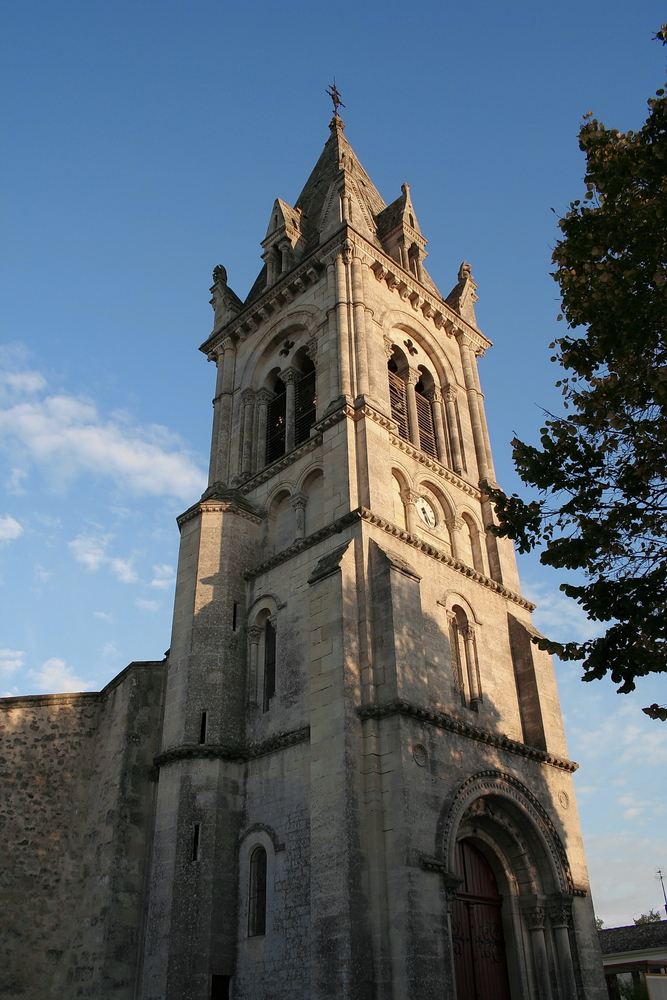
l'église Saint-Pierre.
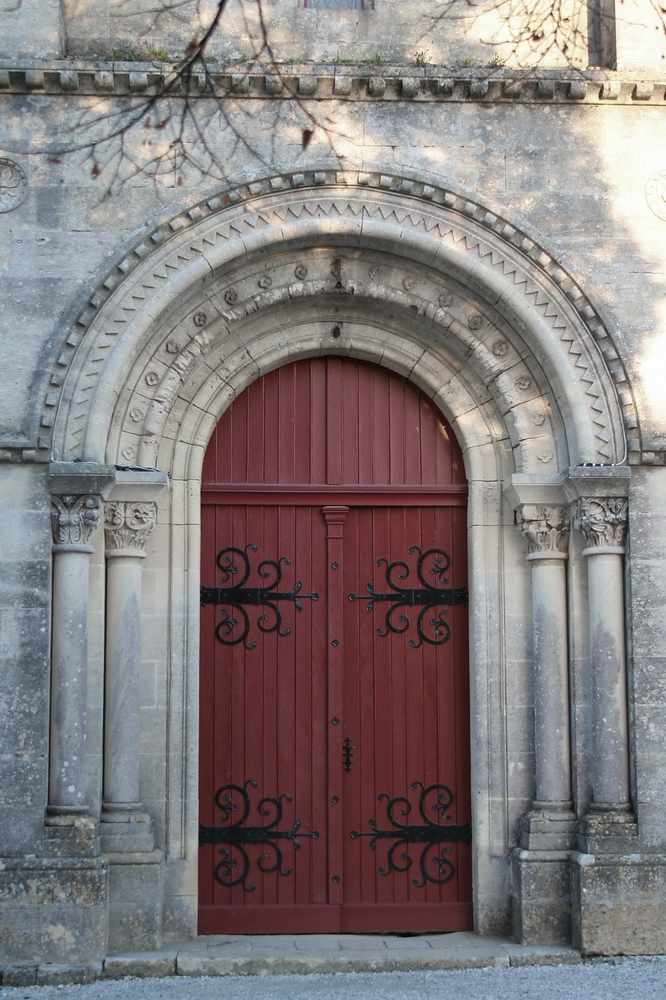
Le portail d'entrée.
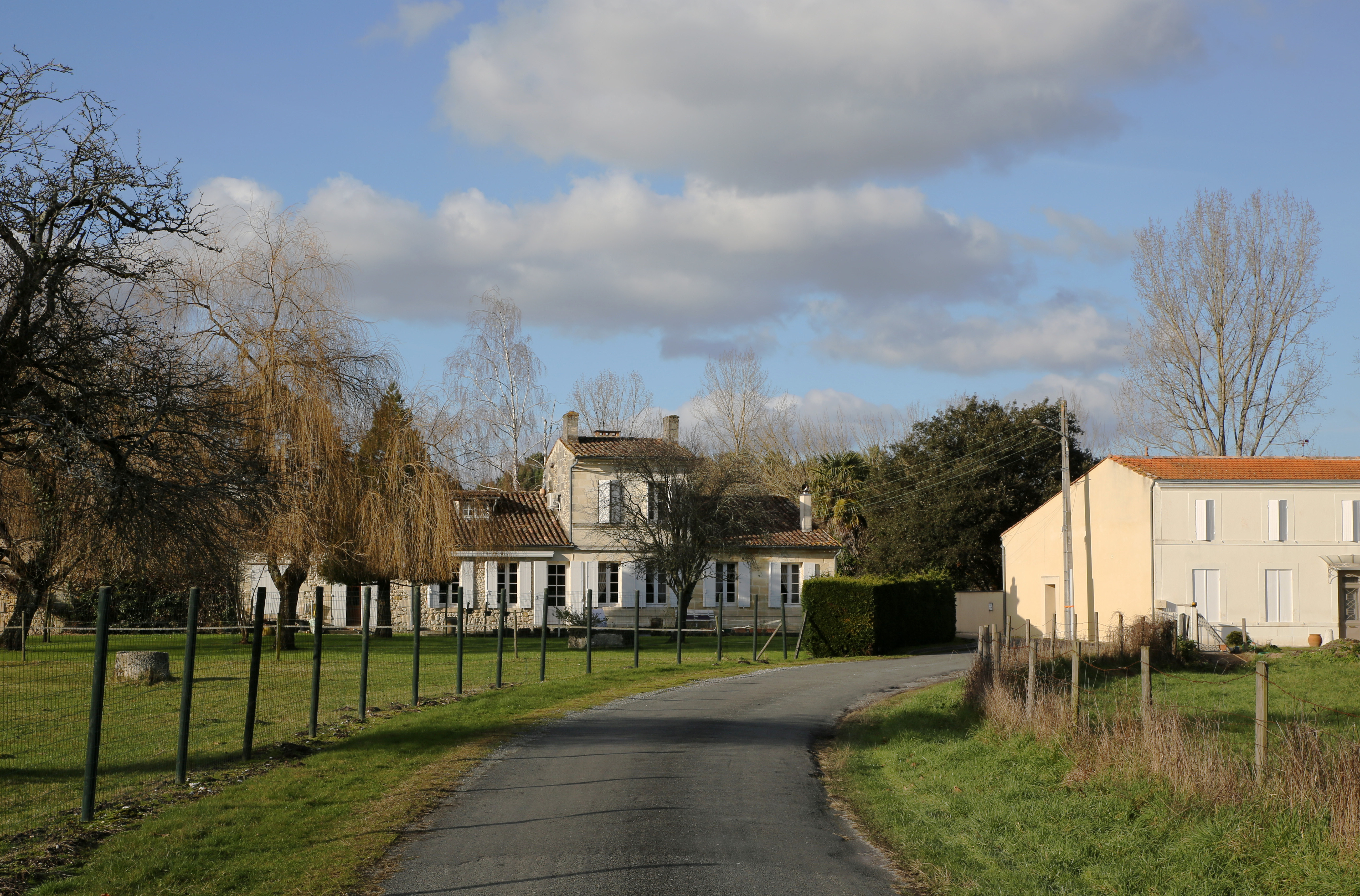
Château l'Escouley.
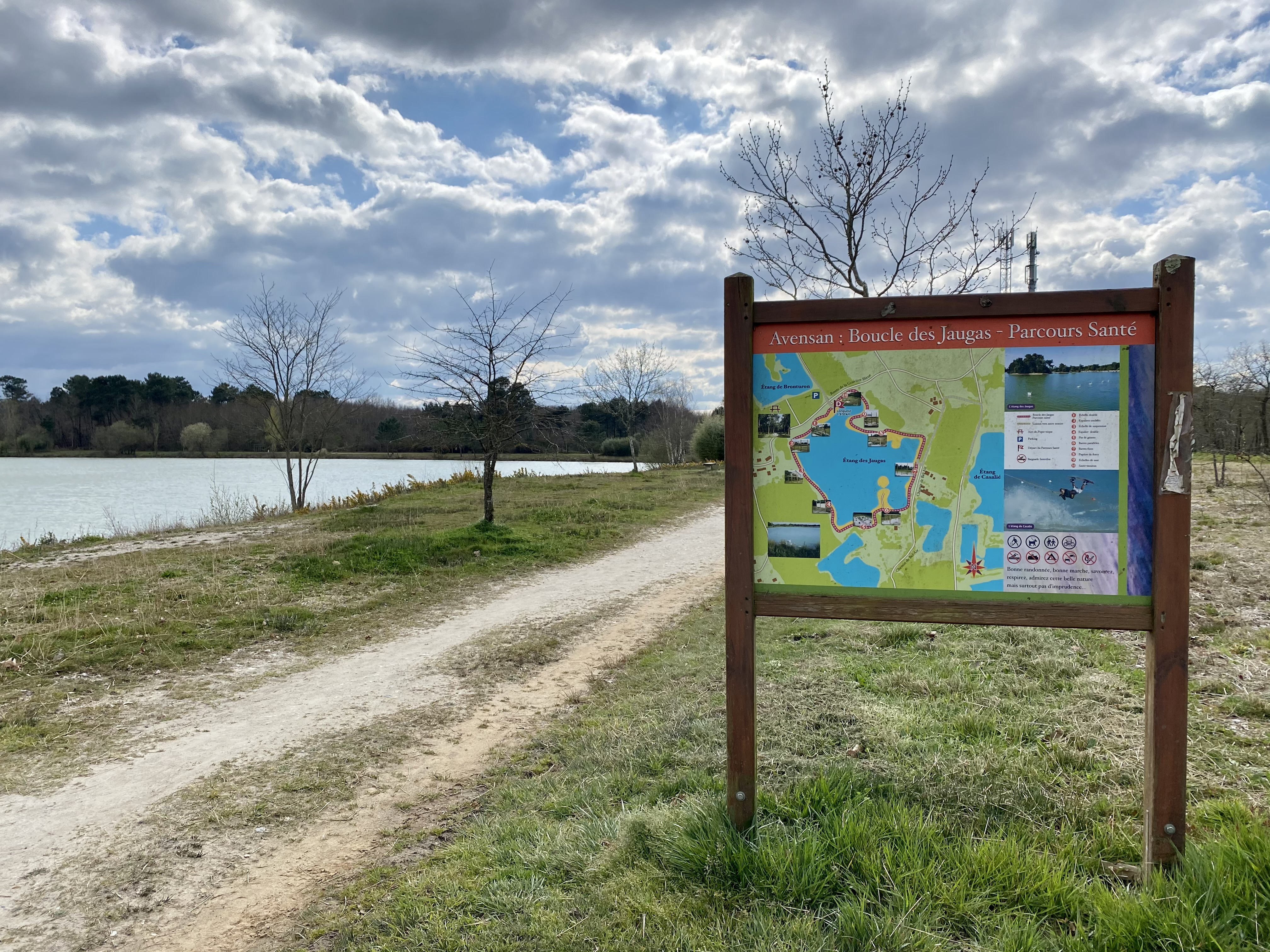
Étang des Jaugas

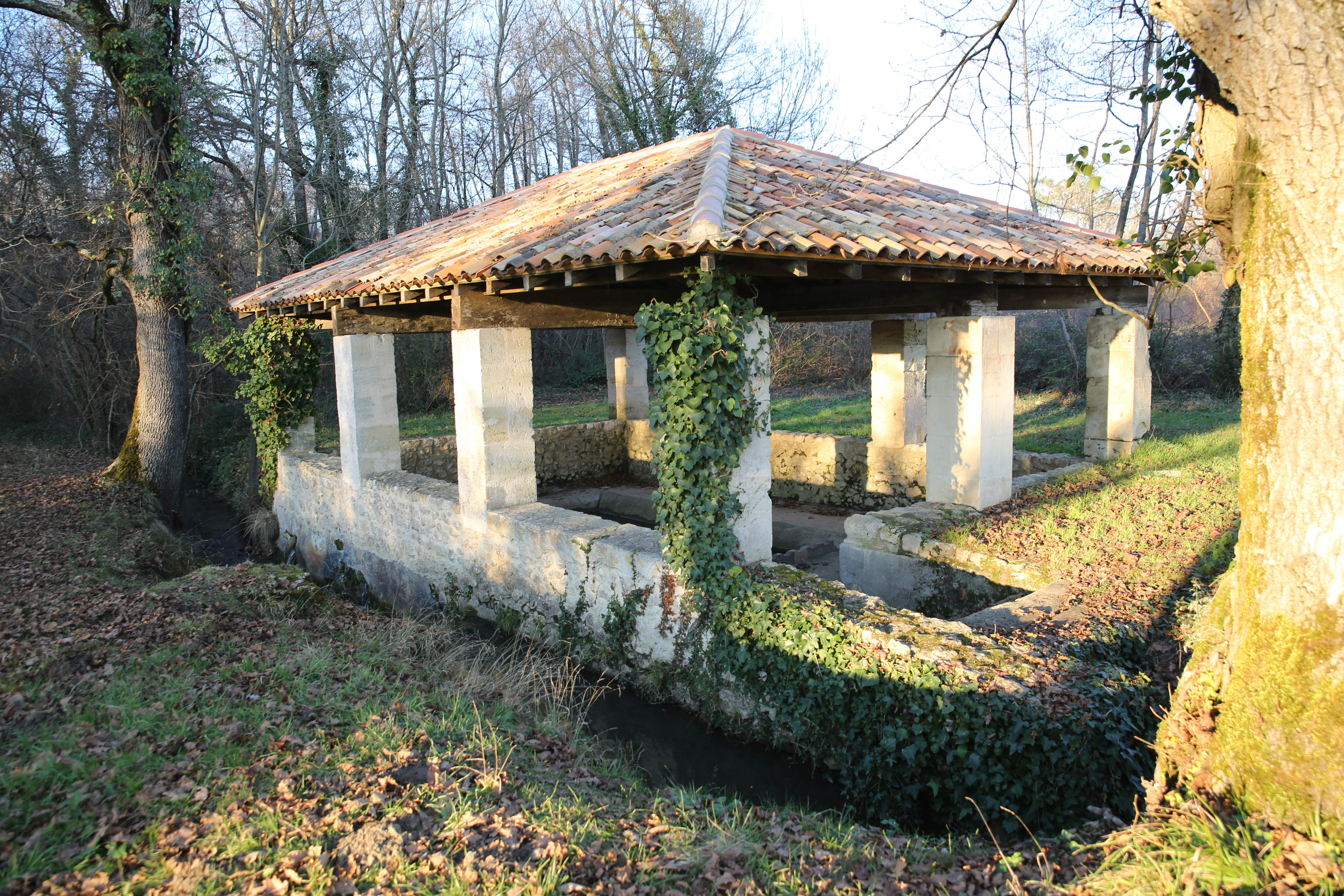
Le lavoir.
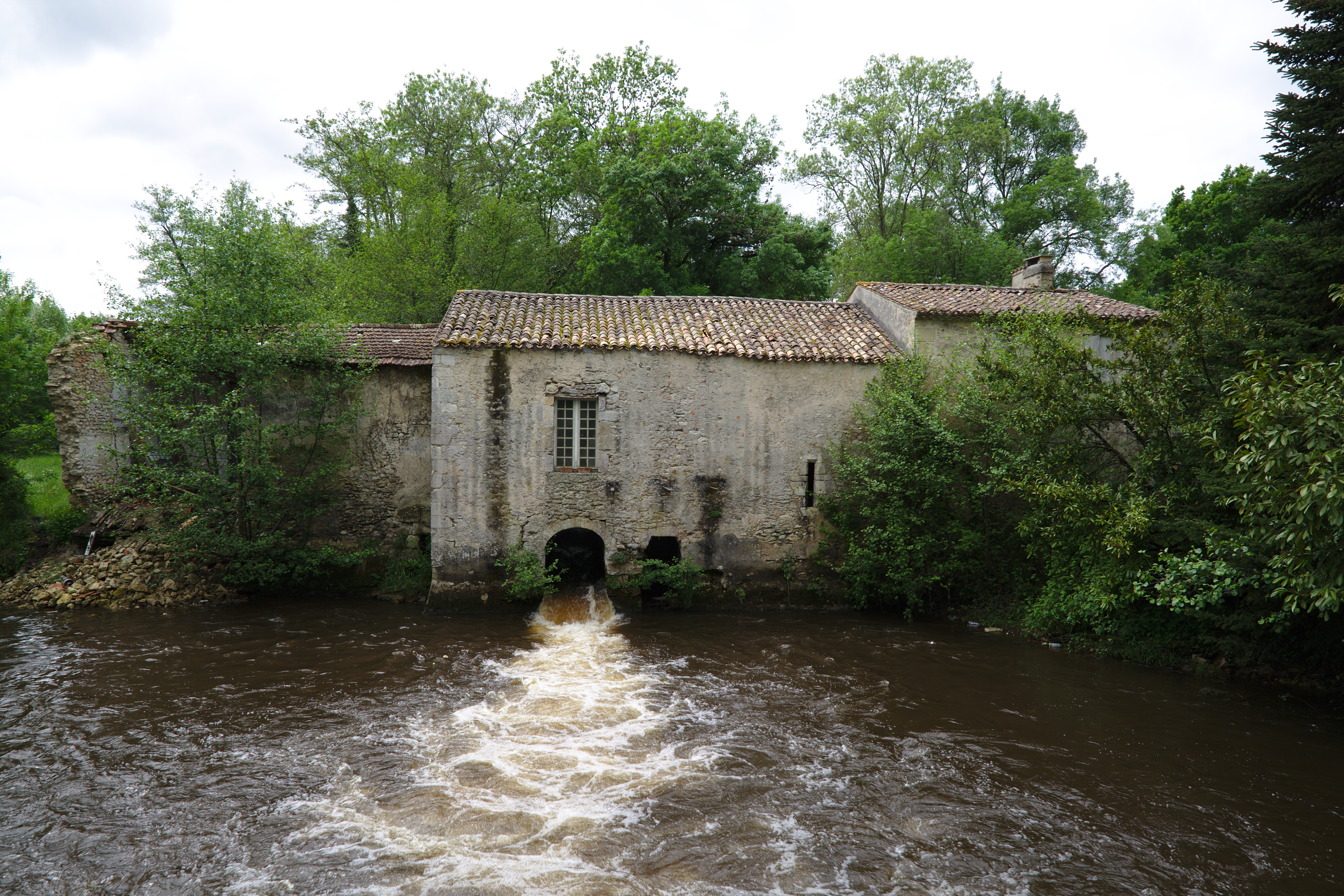
Le moulin de Tiquetorte.
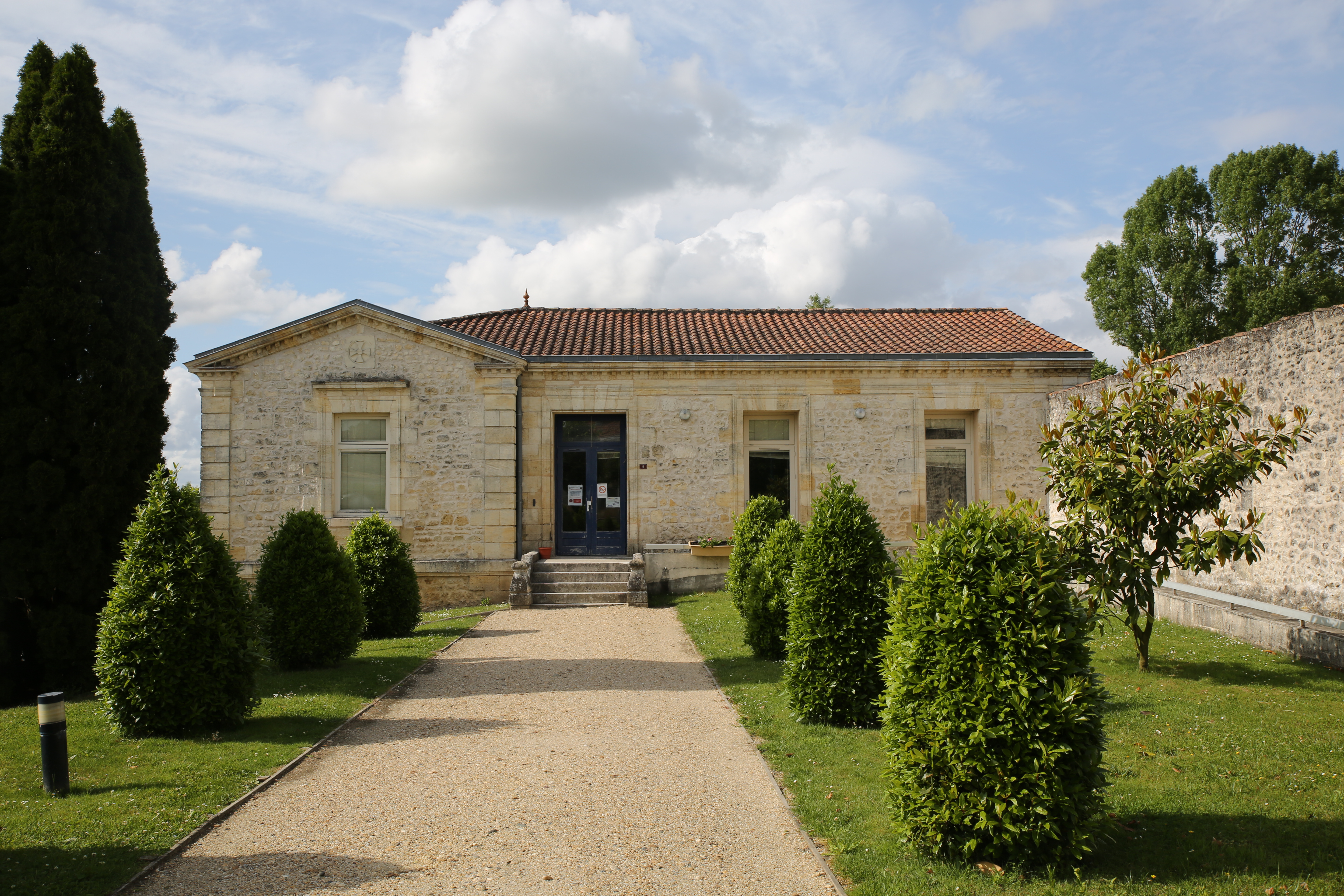
Salle communale.

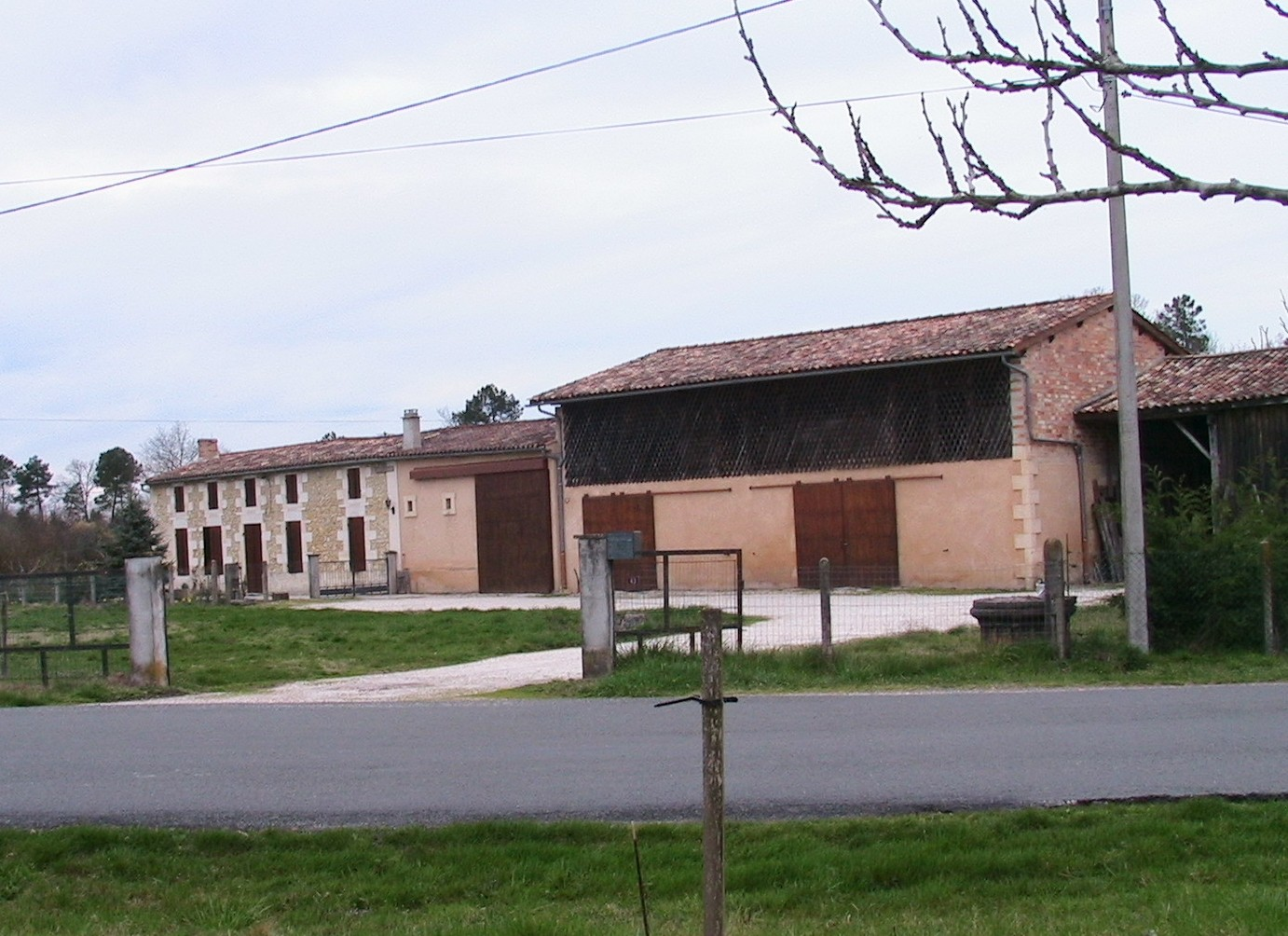
Maison rurale.
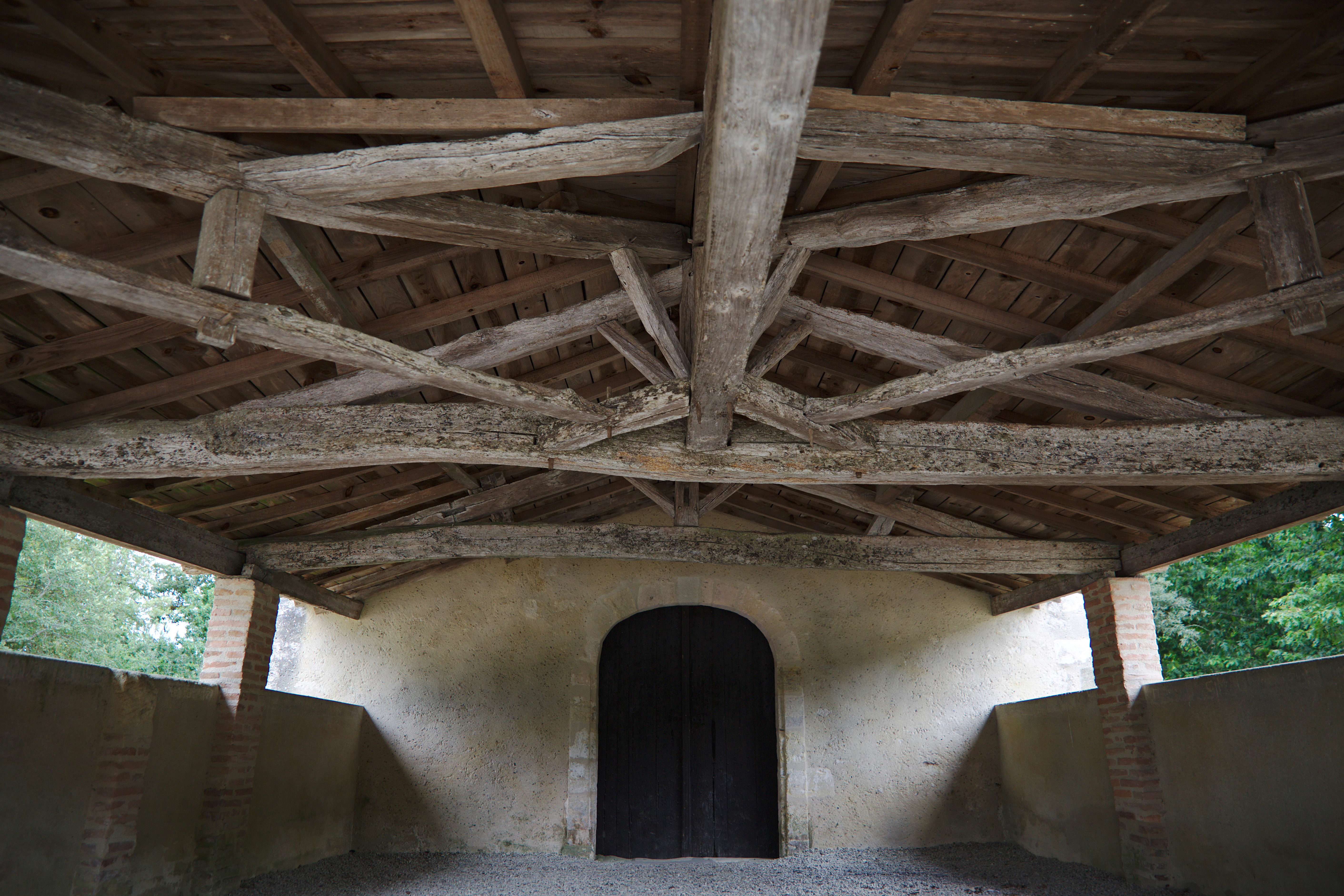
Charpente de l'auvent (chapelle de Saint-Raphaël).
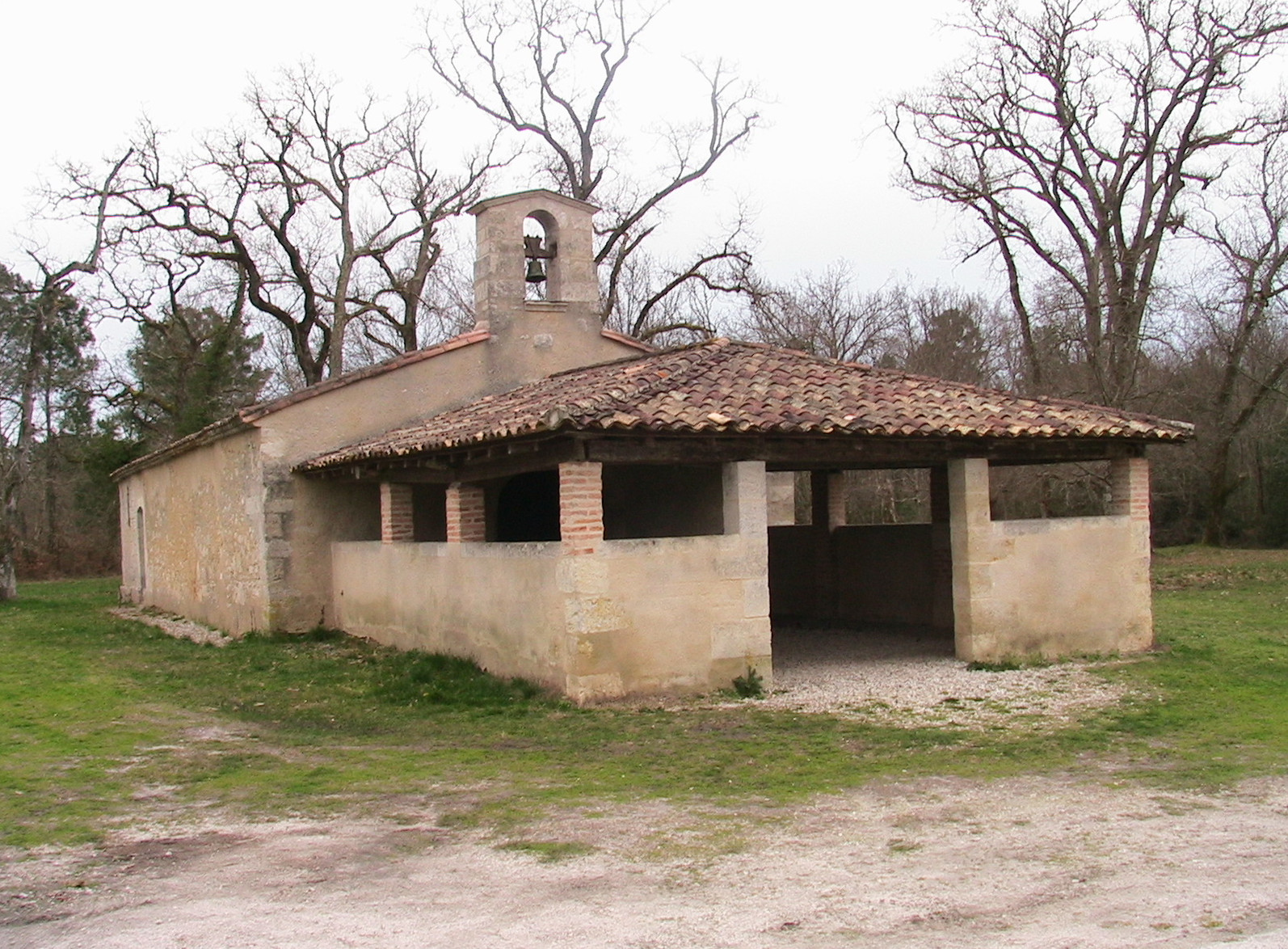
Chapelle de Saint-Raphaël.

### Personnalités liées à la commune
- Pey Berland, archevêque de Bordeaux au XVe siècle, est né à Avensan.